# 소년, 세상을 만나다
《소년, 세상을 만나다》(포르투갈어: O Menino e o Mundo)는 2013년 공개된 브라질의 애니메이션 영화이다. 제88회 아카데미상에 장편 애니메이션 부문 후보에 올랐다.

## 같이 보기
- 브라질 영화